# 2009年アメリカ復興・再投資法
2009年アメリカ復興・再投資法（2009ねんアメリカふっこう・さいとうしほう、英語: American Recovery and Reinvestment Act of 2009、略称ARRA）(Pub.L. 111–5)、通称景気刺激策 (the Stimulus)、復興法 (The Recovery Act) は、アメリカ合衆国第111議会において2009年2月に制定され、バラク・オバマ大統領が2009年2月17日に署名して成立した、景気刺激対策法である。
ARRAの主な目的は、2000年代後期の大不況に対応して、できるだけ早く雇用を維持・創出することであった。2次的な目的は、大不況でもっとも影響を受けた人々に一時的な救済策を提供し、社会基盤・教育・保健・再生可能エネルギーへ投資することであった。この景気刺激策の予算額は2009年から2019年までの間に、制定時点で7870億ドル、後に8310億ドルと見積もられた。法律には、社会基盤、教育、保健、エネルギー、連邦税の優遇措置への直接的な支出と、失業給付の拡大やその他の社会福祉の提供が含まれている。ARRAの理論的裏付けはケインズ経済学にあり、不況に際しては雇用を維持しさらに経済が衰退するのを防ぐために、政府は公的支出を拡大することで、民間の支出減少を相殺するべきだというものである。しかし法律が通過して少し後に、ノーベル経済学賞受賞者のポール・クルーグマンは、この法律を支持しつつも、「民間の支出減少の3分の1もカバーできていない」として、あまりに規模の小さすぎる景気刺激策だと批判した。

## 制定過程
法案の上院案および下院案はどちらも、主に民主党の議会委員会の指導者とスタッフによって書かれた。法案関連の作業はオバマ大統領が2009年1月20日に政権を引き継ぐ前に開始されていたため、オバマ次期大統領の首席補佐官らは委員会の指導者やスタッフたちと複数回の会合を開催した。2009年1月10日にオバマ次期大統領の運営陣は、検討中の典型的な景気刺激策による雇用への影響の予備的な分析を示した報告書を発行した 。

### 下院

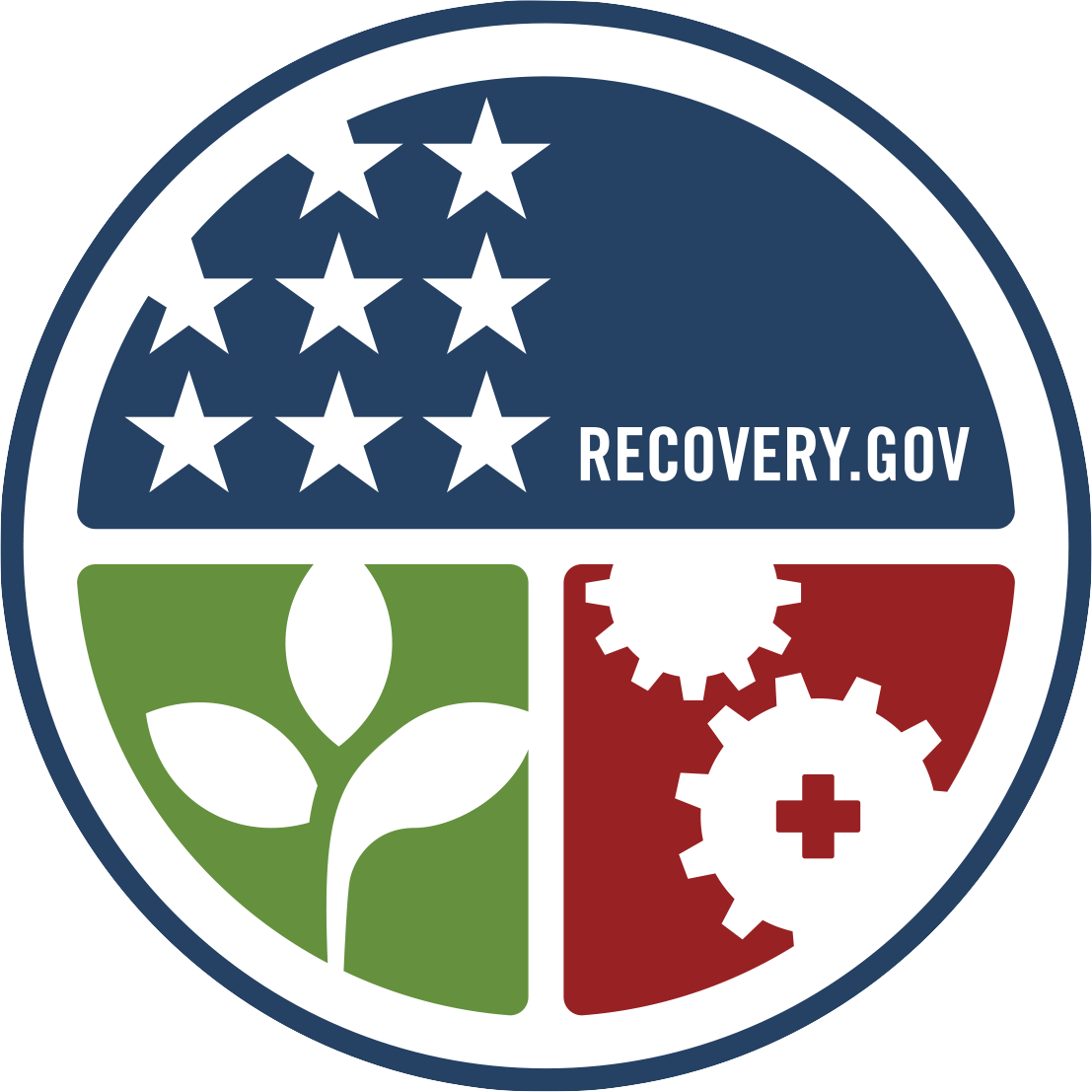
アメリカ復興・再投資法の公式ウェブサイト"Recovery.gov"の公式紋章

下院の法案H.R. 1は、2009年1月26日に提出された。法案は下院歳出委員会の委員長である民主党のデイヴ・オウビーが提案者となり、他に9人の民主党議員が共同提案者となった。1月23日に下院議長のナンシー・ペロシは、2009年2月16日までにはオバマ大統領に署名を求めて提出できるように審議が進んでいると述べた。本会議での投票には206の修正案が提案されていたが、そのうち11のみが採用され、これにより法律の迅速な成立が可能となった。
2009年1月28日に下院では、賛成244、反対188により法案が可決された。民主党議員は11人を除いて賛成したが、177人の共和党議員は反対した（共和党の1人は投票しなかった）。

### 上院
上院の法案S. 1は2009年1月6日に提案され、後に下院法案の修正案S.Amdt. 570に置き換えられた。法案は、上院少数党院内総務のハリー・リードが提案者となり、他の16人の民主党議員と民主党会派に加わってはいるが無所属のジョー・リーバーマンが共同提案者となった。
上院は2009年2月2日の週に2750億ドルの税引当の件から法案審議を開始した。上院案と下院案の重要な相違点は、代替ミニマム税の修正の1年延長を含めるかどうかで、これにより法案の予算総額は700億ドルの増額となるものであった。
共和党議員は、減税を増やし社会基盤以外に関連した支出を減らすようにする修正案をいくつか提案した。共和党議員は、社会基盤への支出を増額し、住宅税額控除を7,500ドルから15,000ドルに倍増させ、またその適用を初回のみではなくすべての住宅購入者に拡大することを強く求めており、オバマ大統領と上院民主党議員は共和党議員の提案に妥協する用意があると示唆していたものの、結局法律に組み入れられることはなかった。他に検討された修正案としては、2009年自由法、上院財務委員会のマリア・キャントウェル（民主党）とオリン・ハッチ（共和党）の提案した電気自動車への税制優遇措置を含めること、共和党のジム・デミントの提案した「宗派的な教育、宗教上の礼拝、神学校または神学部、あるいは施設の機能の本質的な部分に宗教上の役割が含まれるもの」への支出を禁じる文言を法案から削ることなどがあった。
上院は、オバマ大統領の強い後押しを受けて2月7日に特別土曜討論会を開催した。上院は法案に関する議事を打ち切って法案自体の採決を行うために本会議に送るという動議を2月9日に採決し、61対36（棄権2）で可決した 。2月10日に、上院は61対37（棄権1）で可決した。民主党議員は全員が賛成したが、共和党議員は3人のみ（スーザン・コリンズ、オリンピア・スノー、アーレン・スペクター）が賛成し、このうちスペクターは後に民主党に転じている。この時点で、上院の法案の予算額は8380億ドルであった。

### 下院・上院・両院協議会の法案の比較

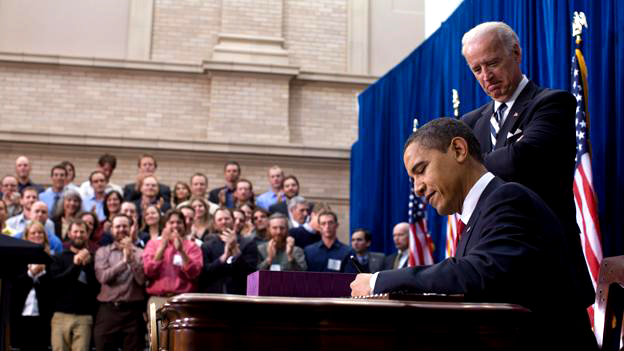
バラク・オバマ大統領が2009年2月17日にコロラド州デンバーで署名してARRAは成立した。副大統領のジョー・バイデンが背後に立っている

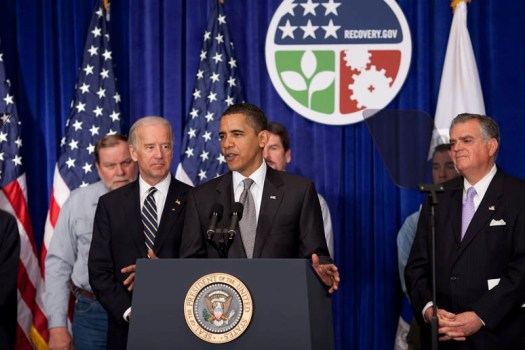
バラク・オバマ大統領が、ARRAで認可された2,000番目のプロジェクトについて演説している。副大統領のジョー・バイデンおよび運輸長官のレイモンド・ラフッドとともに

オバマの原案により近かった下院の法案に対して、上院の共和党議員は前代未聞の水準の法案修正（ほぼ1500億ドルに達する）を行った。修正でもっとも大きな損をしたのは州政府（財政安定基金を厳しく制限した）と低収入労働者（税額控除を削減した）で、これに対して利益を得たのは高齢者（オバマ原案および下院法案ではほとんど除外されていた）と高収入の納税者であった。上院が可決した8270億ドルの経済再建策と下院が可決した8200億ドル、そして両院協議会で最終的に可決した7870億ドルの策は、この額の中でもさらに大きな違いがある。追加の債務が10年余りにわたって3500億ドル追加された。多くの歳出は2年で期限切れとなる。
上院案と下院案で主な歳出先の違いとしては、上院案でより多く支出するのが保健対策（1533億ドル対1400億ドル）、再生エネルギープログラム（740億ドル対394億ドル）、住宅購入者税額控除（355億ドル対260億ドル）、高齢者への新たな支払いと代替ミニマム税期限の1年延長である。下院案が多く支出するのは教育（1430億ドル対1191億ドル）、社会基盤（904億ドル対620億ドル）、低所得労働者と失業者への支援（715億ドル対665億ドル）である。

#### 支出（上院5520億ドル対下院5450億ドル）
- 低所得者・失業者支援
  - 上院 - 470億ドルを12月31日から追加の失業者給付として支給する、1週あたり25ドルの増加、職業訓練の提供、2011会計年度に165億ドルを費やしてフードスタンプ支給を12パーセント増加させる、1回のボーナス支払いを行う、30億ドルを一時的福祉の支払いに費やす
  - 下院 - 失業保険を同等の拡大、200億ドルを費やしてフードスタンプ支給を14パーセント増加させる、25億ドルを一時的福祉の支払いに費やす、10億ドルを住宅暖房補助金に使う、10億ドルを地域活動団体に費やす
- 直接現金支給
  - 上院 - 170億ドルを追加補償所得および社会福祉の受給者、年金の受給者に1回のみ300ドルの支給に費やす
  - 下院 - 40億ドルを高齢者に対する追加補償所得および社会福祉障害者保険の追加支払いに充て、450ドルを個人に、630ドルを結婚している夫婦に支給する。
  - 議会合同協議会 - 追加補償所得、社会福祉（通常および障害者）保険、退役軍人年金、鉄道退職者、州退職者年金の受給者に対して1回のみ250ドルの支給を行う[19]
- 社会基盤
  - 上院 - 460億ドルを交通プロジェクトに支出する、うち270億ドルを高速道路と橋の建設および修理に、115億ドルを都市交通や鉄道のプロジェクトに費やす、46億ドルを陸軍工兵隊に、50億ドルを公共住宅の改善に、64億ドルを浄水・飲料水関連のプロジェクトに支出する
  - 下院 - 470億ドルを交通プロジェクトに支出する、うち270億ドルを高速道路と橋の建設および修理に、120億ドルを都市交通（うち75億ドルはバスなどの設備購入）に費やす、310億ドルを連邦政府の建物およびその他の社会基盤の建設と修理に費やす
- 保健
  - 上院 - 1985年包括的予算調整法（英語版） (COBRA) のプログラムに基づき、非自発的な失業者に対する健康管理保険の継続費用を補助するために210億ドル支出する、州政府に対してメディケイドの費用を870億ドル支援する、健康情報技術システムの近代化に220億ドルを支出する、健康に関する研究とアメリカ国立衛生研究所の設備の建設に100億ドルを支出する
  - 下院 - COBRAのプログラムに基づき非自発的な失業者に対する健康管理保険の継続費用を補助するために、あるいはメディケイドを通じて健康管理を提供するために、400億ドル支出する、州政府に対してメディケイドの費用を870億ドル支援する、健康情報技術システムの近代化に200億ドルを支出する、予防的対策に40億ドルを支出する、地域健康センターに15億ドルを支出する、鳥インフルエンザ対策に4億2000万ドルを支出する、エイズ・性感染症・結核対策に3億3500万ドルを支出する
- 議会合同協議会 - 2008年9月1日から2009年12月31日までの間にレイオフされた労働者に対して、65パーセントのCOBRA補助金を9か月間支給する、すでにレイオフされていた労働者についてはCOBRA補助金を60日間支給する[20]
- 教育
  - 上院 - 教育支援金の削除を回避し包括補助金を提供して州財政を支援するために550億ドルを支出する、特別教育と落ちこぼれ防止法（英語版）のために学区に対して250億ドルを支出する、ペル・グラント（英語版）（大学生向けの返済不要奨学金）の最大支給額を400ドル増やして5,250ドルに拡大するために140億ドルを支出する、ヘッドスタートのために20億ドルを支出する
  - 下院 - 州および学区に対して同様の支援を行う、学校の近代化のために210億ドルを支出する、ペル・グラントの最大支給額を500ドル増やして5,350ドルに拡大する、ヘッドスタートのために20億ドルを支出する
  - 議会合同協議会 - 議会報告書はほとんどの教育支援を州財政安定化基金（教育省が管理する）に統合し、膨大な制約付きであるがこの基金に関する権限を州知事に与えた、州知事は教育への資金拠出を2008年のレベルに復帰させるために450億ドルを支出することを求められていたが、2005年から2006年にかけての水準を維持しようと州に求めることはほとんど不可能であった[21]、ネバダ州のように景気後退の影響を強く受けている州は、2005年から2006年にかけての教育への支出水準を維持する資金を見出すことは実質的に不可能であった[22]、アーカンソー州やノースカロライナ州のようにこの時点で教育支出を削減していなかった州については、何も支援されなかった[23]、これは50州の間で連邦法を最大限に利用するためにどのように予算を組み替えればよいかという法的・政治的な闘争を招く結果となった、多くの州では、州の予算を他の目的に使えるようにするために、教育への支出を2005年から2006年にかけての最小水準にさらに削減することになり、連邦政府の総歳出額に比べると教育への支出額はかなり減ることになった
- エネルギー
  - 上院 - エネルギー効率と再生可能エネルギーのために400億ドルを支出する、うち29億ドルを中間所得層の住宅を耐候性にするために、46億ドルを化石燃料の研究開発に、64億ドルを核兵器生産施設の汚染除去に、110億ドルを無駄を減らすスマートグリッドのために、85億ドルを再生可能エネルギープロジェクトへの融資の補助に、20億ドルを先進バッテリーシステムのために支出する
  - 下院 - エネルギー効率と再生可能エネルギーのために284億ドルを支出する、うち62億ドルを住宅を耐候性にするために、110億ドルをスマートグリッドのために
- 国土安全保障
  - 上院 - 47億ドルを国土安全保障プログラムのために支出する、うち10億ドルを空港のスクリーニング設備に、8億ドルを港の安全のために使う
  - 下院 - 11億ドルを国土安全保障プログラムのために支出する、うち5億ドルを空港のスクリーニング設備のために使う
- 法執行
  - 上院 - 警察官の雇用や装備の購入のために州や地域の警察に対して35億ドルを支出する
  - 下院 - 同様の支出

#### 税制（2750億ドル）
- 新規税額控除
  - 下院 - 2009年と2010年に労働者1人当たり500ドル、夫婦1組あたり1,000ドル、総額約1,450億ドルの税額控除、2009年下半期に6月頃から毎週約20ドルの控除となる、連邦所得税を払うだけの十分な所得のない数百万人については、翌年申告書を提出することで小切手を得られる、労働者1人当たり75,000ドル以上、夫婦1組当たり150,000ドル以上の所得があるものについては減額される
  - 上院 - 労働者1人当たり70,000ドル以上、夫婦1組当たり140,000ドル以上の所得のあるものから税額控除の減少が始まり、よりその減額率を大きくすることで、総額を1,400億ドルに抑える
  - 議会合同協議会 - 2009年から2010年にかけて税額控除を労働者1人当たり400ドル、夫婦1組当たり800ドルとし、税額控除の減少を労働者1人当たり75,000ドル、夫婦1組当たり150,000ドルの所得があるものからとする、給与所得のない退職者については何も行われない[24]
- 代替ミニマム税
  - 下院 - 歳出なし
  - 上院 - 2009年に2,400万人の納税者から代替ミニマム税を免除するために総額約700億ドルを使う、この税は裕福な納税者が控除を利用したりはるかに低い税率で納めたりすることができないように考慮されている、しかしインフレーションの補正は行われておらず、批判者はこの税が当初意図していなかった層に課税していると主張している、毎年通常は秋に、議会はこの問題に取り組んでいる
  - 議会合同協議会 - 代替ミニマム税の課税最低限を夫婦合算申告者に対して70,950ドルに引き上げることを、2009年1年間延長する[24]
- 拡大児童控除
  - 下院 - 2009年と2010年に、低所得労働者に対して与えられる子供1人当たり1,000ドルの税額控除の適用対象を拡大するために183億ドルを支出する、現在の方では、少なくとも12,550ドルの所得がなければ税額控除を一部でも活用することができないが、今回の変更により最低限度額がなくなり、連邦所得税を納めていない多くの労働者が小切手を受け取ることができるようになる
  - 上院 - 税額控除を利用できる最低限度額を8,100ドルに設定し、総額を75億ドルに削減する
  - 議会合同協議会 - 2009年と2010年について、払い戻しを受けられる限度額を3,000ドルに設定する[25]
- 拡大勤労所得税額控除
  - 下院 - 最低3人の子供がいる家族について、低所得労働者に現金を支給する勤労所得税額控除を増額するために47億ドルを支出する
  - 上院 - 同じ
- 拡大大学控除
  - 下院 - 2009年と2010年に大学の授業料あるいは関連する支出に対して2,500ドルの税額控除を与えるために総額137億ドルを支出する、160,000ドル以上の収入がある夫婦に対しては税額控除を縮小する
  - 上院 - 所得税の支払いがない低所得家族に対しての払戻額を減らすことで、総額を130億ドルに削減する
- 住宅購入者控除
  - 下院 - 1月1日から7月1日までの間に購入された家について、3年以内に売却しない限りにおいて、初回購入者に7,500ドルの税額控除を行うための要件を撤廃するために26億ドルを支出する、150,000ドル以上の所得がある夫婦については税額控除を縮小する
  - 上院 - 法が発効して以降に購入した住宅について、税額控除を倍の15,000ドルに拡大し、そのために総額355億ドルを支出する。
  - 議会合同協議会 - 2009年1月1日から2009年12月1日までの間に購入されたすべての住宅について8,000ドルの税額控除を適用し、また2009年に購入し3年以上保持した住宅について払い戻し要件を廃止する[25]
- 住宅エネルギー控除
  - 下院 - 2009年と2010年に、自己の所有する住宅のエネルギー効率を改善した住宅所有者に対して税額控除を拡大するために43億ドルを支出する
  - 上院 - 同じ
  - 議会合同協議会 - 同じ
- 失業者
  - 下院 - 特になし
  - 上院 - 2009年に失業保障手当を受給する個人について、最初の2,400ドルを非課税とするために47億ドルを支出する
  - 議会合同協議会 - 上院と同じ
- 特別償却
  - 下院 - 事業者がコンピューターなどの機材を買えるように、2009年に償却を早められる条件を拡大するために50億ドルを支出する
  - 上院 - 同様
- 赤字企業
  - 下院 - 企業が現在の損失を、通常の過去2年ではなく過去5年にわたって利益を相殺できるようにし、税金の払い戻しを受けられるようにするために150億ドルを支出する
  - 上院 - 企業が利益を相殺するために使える損失の範囲を拡大することで、総額を195億ドルに拡大する
  - 議会合同協議会 - 収入が500万ドル以下の小さな企業に限定する[26]
- 政府請負者
  - 下院 - 政府機関が契約請負者に対して、納税を確実にさせるために支払額の3パーセントを保持しておくことを求める、2011年に発効する法律を撤回する、この法律を撤回すると、その金額を保持しておくことによる利子が得られなくなるため、10年間で110億ドルの支出となる
  - 上院 - 法律の発効を2012年まで遅らせ、費用を2億9100万ドルに削減する
- エネルギー生産
  - 下院 - 再生可能エネルギーの生産に関して税額控除を拡大するために130億ドルを支出する
  - 上院 - 同じ
  - 議会合同協議会 - 税額控除拡大は2014年までとする
- 銀行控除撤回
  - 下院 - 損失の出ている銀行を買収した企業が、より多くの損失を税額控除として合併先銀行の利益を相殺するために利用できる財務条件を撤回する、この変更により合併先の銀行に対して10年間で70億ドルの増税となる
  - 上院 - 同じ
- 債券
  - 下院 - 学校建設、教員養成、経済開発、社会基盤改善のために地域で発行した債券に対して360億ドルを補助する
  - 上院 - 学校建設、産業開発、社会基盤改善のために地域で発行した債券に対して228億ドルを補助する
- 自動車販売
  - 下院 - 該当条項なし
  - 上院 - ほとんどの自動車ローンについての利息や販売税の支払いを税額控除可能とするために110億ドルを支出する
  - 議会合同協議会 - 販売税の控除に20億ドルを支出する、収入が250,000ドル以上でも利息支払いに対する控除を縮小しない

### 議会合同協議会報告
議会の交渉者は、2月11日には議会合同協議会報告を完成させていたと述べている。2月12日に下院院内総務のステニー・ホイアーは、法案内容の文言調整が終わっておらず、下院の民主党議員は採決する前に48時間の公開査読期間を設けると事前に約束していたのであるが、翌日には法案の採決を行うとした。最終的な手書きの条項を含んだ報告書はその夜に下院のウェブサイトに掲載された。2月13日に、報告書は下院を246対183で通過した。賛否はおおむね党派に基づいており、賛成246票はすべて民主党議員で、反対は176票が共和党、7票が民主党であった。
上院は60対38で法案を可決した。すべての民主党議員と独立派、そして共和党議員3人が賛成した。2009年2月17日にバラク・オバマ大統領が署名して最終的に法律が成立した。

## 法律の条文

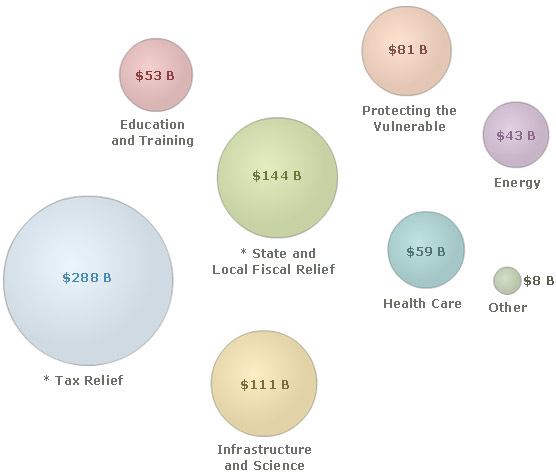
法律の構成:
税制優遇措置 - その内訳は社会基盤と科学に150億ドル、弱者保護に610億ドル、教育と訓練に250億ドル、エネルギーに220億ドル、最終的な各分野への支出額は社会基盤と科学に1260億ドル、弱者保護に1420億ドル、教育と訓練に780億ドル、エネルギーに650億ドル
州・自治体財政支援 - 州や地方自治体が保健・教育関係の予算を削減し、増税するのを防ぐ

アメリカ復興・再投資法第3章では、提案の背景となる基本意図を示している。この目的説明には以下のようなものがある。
1. 雇用を維持・創出し経済再建を促す。
2. 不況の影響をもっとも受けた人々を支援する。
3. 科学や健康における技術的な進歩を刺激することで、経済の効率を改善するために必要な投資を行う。
4. 長期的な経済上の利益を提供するような交通・環境保護・その他の社会基盤への投資を行う。
5. 本質的な行政サービスの削減や、非生産的な増税を減らし、あるいは避けるために、州や地方自治体の財政を安定化させる。

この法律では、全体の37パーセント、2880億ドル相当が税制優遇措置に用いられ、18パーセント、1440億ドル相当が州と自治体の財政支援に（州への支援の90パーセント以上はメディケイドと教育に用いられる）用いられると規定している。残りの45パーセント、3570億ドル總統は運輸・通信・汚水処理設備改善・連邦政府ビルや私有建物のエネルギー効率向上、連邦失業給付の拡大、科学研究プログラムなどの連邦政府支出に割り当てられる。
最終的な法律の各部分の詳細を以下に示す。

### 税制優遇措置
総額2880億ドル。

#### 個人向け税制優遇措置
総額2370億ドル。
- 1160億ドル: 2009年と2010年に労働者1人当たり400ドル、夫婦1組当たり800ドルの新たな給与税額控除。個人については75,000ドル、合同申告者については150,000ドルから段階的に控除額が縮小される。
- 700億ドル: 代替ミニマム税について、課税最低限を合同申告者に対して70,950ドルに拡大するのを2009年の1年延長[24]。
- 150億ドル: 児童税額控除の拡大、より多くの家庭に対して1,000ドルの税額控除適用（所得税を払うほどの所得に達していない世帯についても）
- 140億ドル: 2009年と2010年の大学の授業料および関連する支出に対して2,500ドルの税額控除を拡大する。
- 66億ドル: 住宅購入控除、2009年1月1日から12月1日までの間に購入されたすべての住宅について、8,000ドルの払い戻し可能な税額控除を適用し、2009年に購入されて3年以上保持された住宅については払い戻し条件を撤廃する。この条件は初回購入のみに適用する[37]。
- 47億ドル: 2009年に失業補償給付として受け取った額について、1人当たり2,400ドルまでを課税除外する。
- 47億ドル: 低所得労働者に現金を提供する所得税額控除について、3人以上の子供がいる世帯について拡大する。
- 43億ドル: 2009年と2010年に、よりエネルギー効率の良い家に改装した住宅所有者について税額控除を拡大する。エネルギー効率の優れた窓、ドア、ボイラー、空調などを導入するような多くの改装案件について、1,500ドルまでの費用の30パーセントの還付を受けられる。
- 17億ドル: 自動車購入時の販売税控除、利子支払について250,000ドルを超える収入の人に対しても縮小しない。

#### 企業向け税制優遇措置
総額510億ドル。
- 150億ドル: 現在の損失を、通常の過去2年ではなく過去5年に出た利益と相殺して税の払い戻しを受けられるようにする。
- 130億ドル: 再生可能エネルギーの生産に関する税額控除を2014年まで拡大する。
- 110億ドル: 政府との契約者に関し、契約者が税金を確実に払うようにするために、契約者に対する支払いのうち3パーセントを保留するように政府機関に求める2012年に発効予定の法律を撤回する。
- 70億ドル: 損失の出ている銀行を買収した会社に、その損失をより多く、合併先の銀行の利益を相殺するために利用することができるように条件を撤回する。この変更により、10年で合併先の銀行にとって70億ドルの増税となる。
- 50億ドル: コンピューターなどの機材を購入した企業が、2009年に減価償却を通常より加速できるように条件を拡大する。

### 健康管理

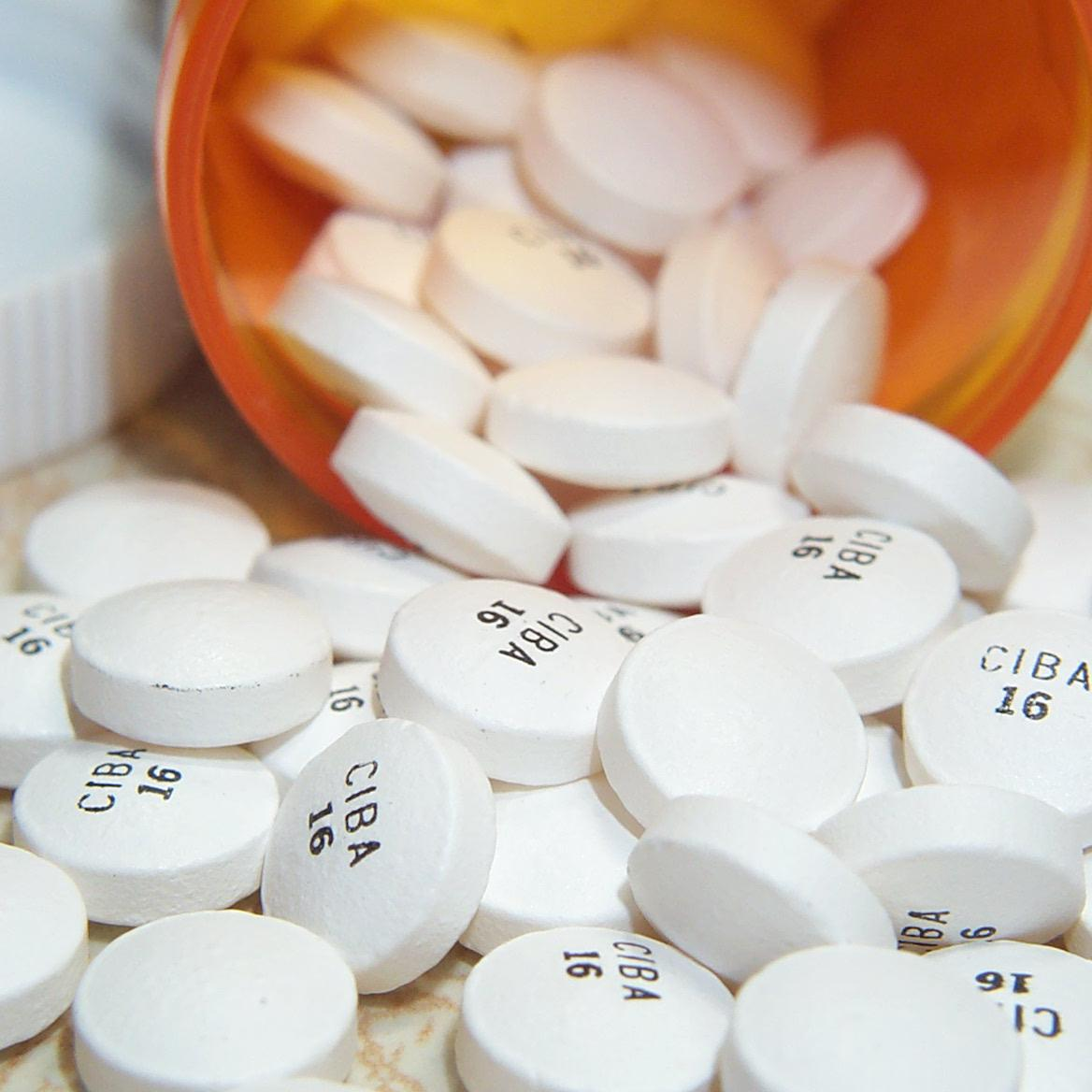
総額の11パーセント以上が州のメディケイドを支援するために充てられた

ARRAでは経済的および臨床的健全性のための健康情報技術に関する法律（通称HITECH法）の立法が含まれていた。
健康管理に関する支出の総額は1551億ドルである。
- 868億ドルをメディケイドのために。
- 258億ドルを健康情報技術への投資と奨励金の支払いのために。
- 251億ドルをCOBRAプログラムに基づいて失業者のための健康保険に65パーセントの補助金を支給するために。
- 100億ドルを健康に関する研究とアメリカ国立衛生研究所の施設建設のために。
- 20億ドルをコミュニティの健康センターのために。
- 13億ドルを軍病院の建設のために。
- 11億ドルを健康管理処置の有効性比較研究のために。
- 10億ドルを予防・健康対策に。
- 10億ドルを退役軍人健康庁（英語版）のために。
- 5億ドルをインディアン居留地における健康管理サービスのために。
- 3億ドルを国立保健サービス団（英語版）のヘルスケアワーカーを訓練するために。
- 2億200万ドルをある種のメディケア規制に一時猶予を与えるために。

### 教育
総額1000億ドル。

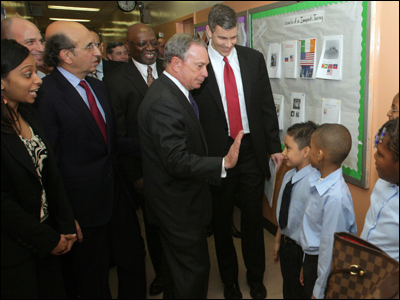
アメリカ合衆国教育長官のアーン・ダンカンとニューヨーク市長のマイケル・ブルームバーグがエクスプロア・チャータースクールの生徒を訪問している様子

- 536億ドルを各学区でレイオフや合理化を防ぎ、あるいは学校の近代化や修理にも資金を使えるようにする助けとして（州の財政安定化基金）[40]。
- 156億ドルをペル・グラントの額を4,731ドルから5,350ドルに増加させるために。
- 130億ドルを低収入世帯の学童のために。
- 122億ドルを個別障害者教育法（英語版）による教育のために。
- 21億ドルをヘッドスタートプログラムのために。
- 20億ドルを保育サービスのために。
- 6億5000万ドルを教育技術のために。
- 3億ドルを教員給与の増額のために。
- 2億5000万ドルを生徒の成績分析を行う州のために。
- 2億ドルを働きながら大学に通う学生を支援するために。
- 7000万ドルをホームレスの子供の教育のために。

### 低収入労働者・失業者・退職者支援（職業訓練を含む）
総額822億ドル。

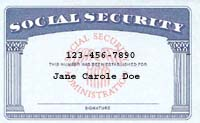
社会保障や追加保障所得の受給者に対する支給もARRAの一環である

- 400億ドルを12月31日から失業給付を拡大支給するために用い、1週間当たり25ドルを増加させる。
- 199億ドルをフードスタンプのために。
- 142億ドルを社会保障・追加補償所得（英語版）の受給者、障害年金を受給する退職者への1回限り250ドルの支給をするために。
- 34億5000万ドルを職業訓練のために。
- 32億ドルを一時的な福祉の支給のために（貧困家庭一時扶助（英語版）と女性・乳児・児童向け特別補助的栄養支援プログラム（英語版））。
- 5億ドルを障害者の職業訓練のために。
- 4億ドルを雇用サービスのために。
- 1億5000万ドルをフードバンクへの補給を支援するために。
- 1億2000万ドルを高齢者向けのコミュニティサービス職補助のために。
- 1億ドルをミールズ・オン・ホイールズ（英語版）（食事の宅配サービス）のような高齢者向けの食料プログラムのために。
- 1億ドルを学童向け無料給食のために。

### 社会基盤投資
総額1053億ドル。

#### 交通

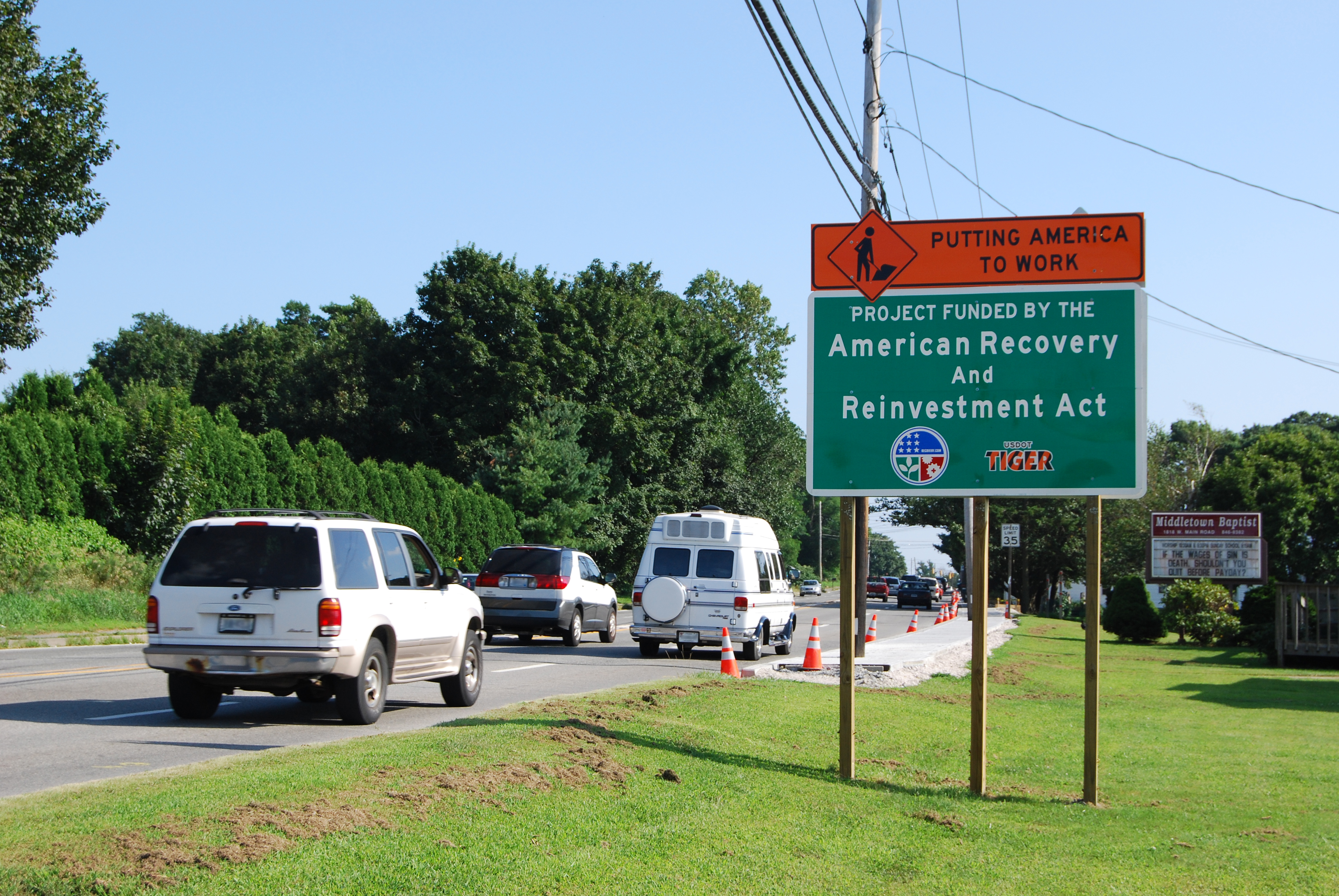
道路建設は最終法案に盛り込まれた中で単一案件としては最大のものである。このロードアイランド州ミドルタウンの道路のように、ARRAで建設された道路にはそれを示す標識が建てられている。

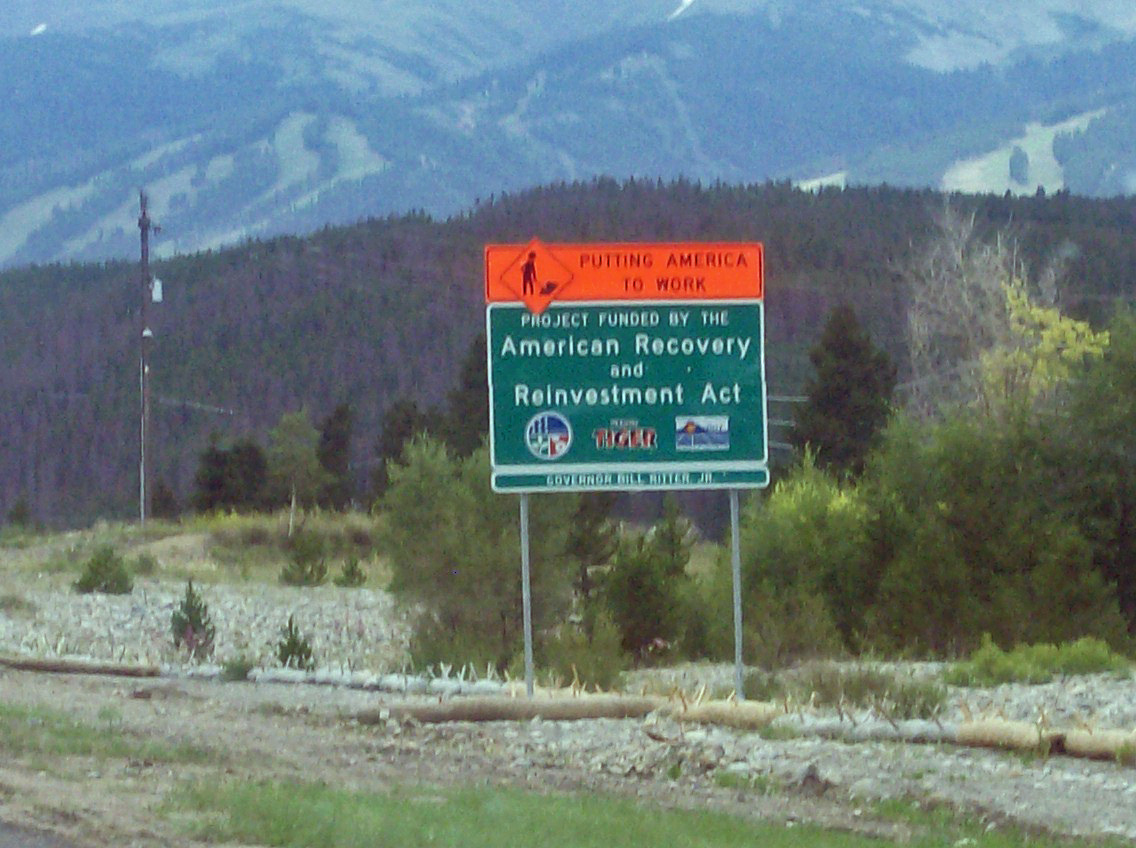
コロラド州ブレッケンリッジ北部でコロラド州道9号線拡幅工事にARRAの投資が使われていることを示す標識

総額481億ドル、一部はTIGER（経済復興を実現する運輸収入、Transportation Income Generating Economic Recovery）助成金の形で。
- 275億ドルを高速道路と橋の建設プロジェクトのために。
- 80億ドルを都市間旅客鉄道と鉄道の混雑緩和助成金のために、高速鉄道に優先をおいて。
- 69億ドルを公共交通プロジェクト用の新しい設備のために。
- 15億ドルを地上交通裁量助成金のために。
- 13億ドルをアムトラックのために。
- 11億ドルを空港改良助成のために。
- 7億5000万ドルを新しい旅客鉄道やその他の軌道系交通機関の建設のために。
- 7億5000万ドルを既存の旅客輸送システムの保守のために。
- 2億ドルを連邦航空局の航空交通管制センター、管制塔や施設・設備の改良のために。
- 1億ドルを国内造船所の改良助成のために。

#### 上水・下水・環境・公共用地
総額180億ドル。
- 46億ドルを陸軍工兵隊が環境の修復、洪水防止、水力発電、水路の整備プロジェクトを行うために。
- 40億ドルを州水浄化整備基金の汚水処理設備改良のために。
- 20億ドルを州水道整備基金の水道設備改良のために。
- 13億8000万ドルを地域の浄水および汚水処理プロジェクトのために。
- 10億ドルをアメリカ合衆国開拓局による渇水しやすい地域への浄水供給プロジェクトのために。
- 7億5000万ドルをアメリカ合衆国国立公園局のために。
- 6億5000万ドルをアメリカ合衆国林野局（英語版）のために。
- 6億ドルをスーパーファンド（英語版）地区での有害物質除去のために。
- 5億1500万ドルを山火事防止プロジェクトのために。
- 5億ドルをインディアン事務局の社会基盤プロジェクトのために。
- 3億4000万ドルを天然資源保護局（英語版）の流域社会基盤プロジェクトのために。
- 3億2000万ドルを土地管理局（英語版）のために。
- 3億ドルをディーゼルエンジンからの排出物削減のために。
- 3億ドルを陸上入境点の改良のために。
- 2億8000万ドルを国家野生生物保護区（英語版）と国立水産孵化場（英語版）のために。
- 2億2000万ドルを国境と水に関する委員会（英語版）がリオ・グランデ川に関する洪水防止設備を修復するために。
- 2億ドルを地下貯蔵タンクからの漏洩の除去のために。
- 1億ドルを旧産業地域の汚染除去のために。

#### 政府建物および施設
総額72億ドル。

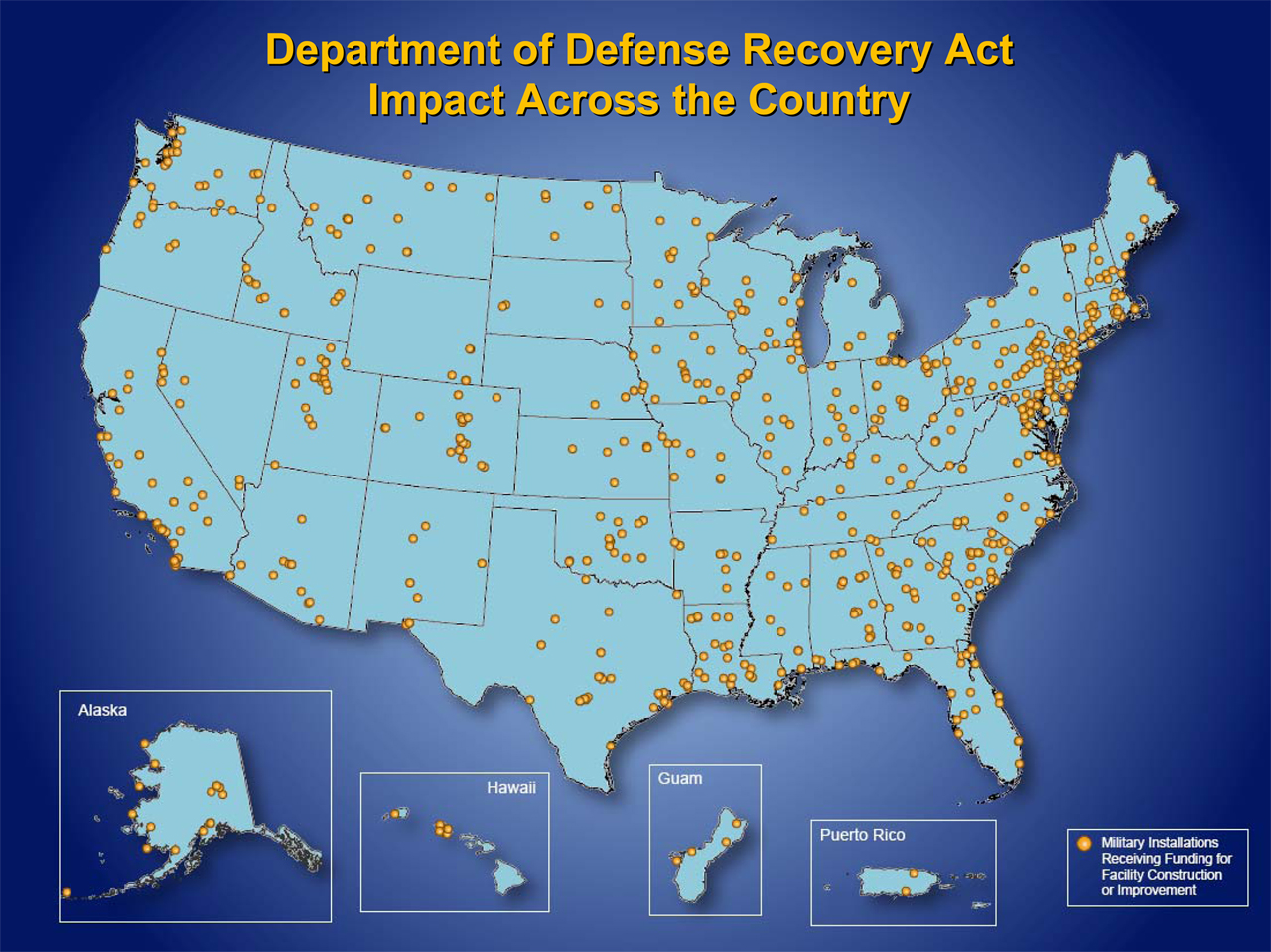
全国の国防施設へのARRAの影響

- 42億ドルを国防総省の施設の修理と近代化のために。
- 8億9000万ドルを軍人住宅の改善のために。
- 7億5000万ドルを連邦政府建物と裁判所のために。
- 2億5000万ドルを職業部隊（英語版）の職業訓練施設改良のために。
- 2億4000万ドルを新しい児童心理学センターのために。
- 2億4000万ドルをアメリカ沿岸警備隊の施設保守のために。
- 2億ドルをアメリカ合衆国国土安全保障省の本部のために。
- 1億7600万ドルを農業研究局（英語版）の修理と改良のために。
- 1億5000万ドルを州の延長ケア施設の建設のために。
- 1億ドルを州兵の施設改良のために。

#### 通信・情報・セキュリティ技術
総額105億ドル。

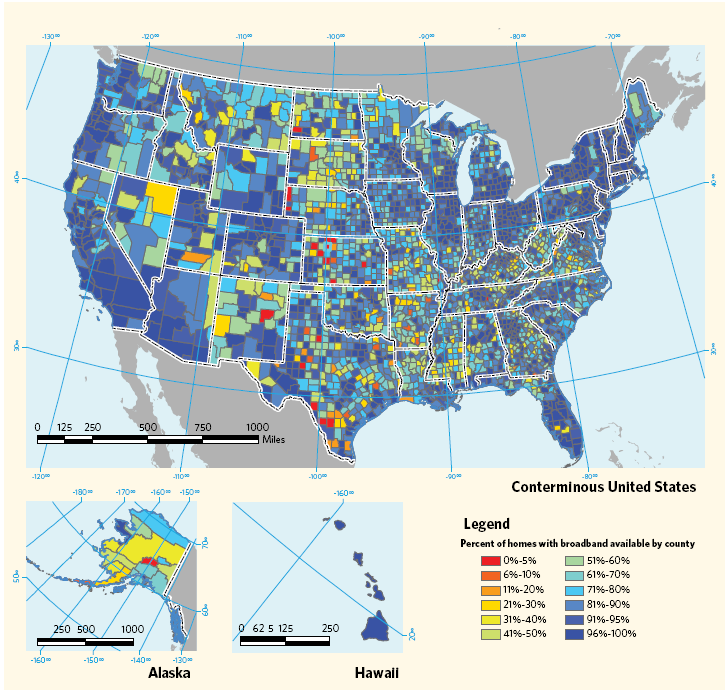
連邦通信委員会 (FCC) 作製の、アメリカ合衆国におけるブロードバンドインターネットアクセスの利用可能性を示した地図

- 72億ドルをブロードバンドおよび無線のインターネットアクセス完成のために。
- 10億ドルを空港における爆発物検知システムのために。
- 5億ドルを社会保障局のコンピューターセンター更新のために。
- 4億2000万ドルを入境施設の建設と修理のために。
- 2億9000万ドルをアメリカ合衆国国務省のITプラットフォーム更新のために。
- 2億8000万ドルを国境保安技術の更新のために。
- 2億1000万ドルを消防署の建設と更新のために。
- 2億ドルを退役軍人恩給局（英語版）のITと要求処理の改善のために。
- 1億5000万ドルを港湾保安の更新のために。
- 1億5000万ドルを都市交通の保安のために。
- 5000万ドルを農業局（英語版）のIT改良のために。
- 2600万ドルをアメリカ合衆国農務省本部の保安システム改善のために。

#### エネルギーインフラストラクチャー
総額215億ドル。
- 60億ドルを放射性廃棄物の処理のために（多くは核兵器生産施設について）[45]。
- 45億ドルを配電・電力信頼性部（英語版）が電力供給網とスマートグリッドを近代化するために。
- 45億ドルを連邦政府建物のエネルギー効率を改善するために。
- 32億5000万ドルを西部電力管理局（英語版）の送電設備更新のために。
- 32億5000万ドルをボーンビル電力管理局（英語版）の送電設備更新のために。

### エネルギー効率と再生可能エネルギーの研究および投資
総額272億ドル。

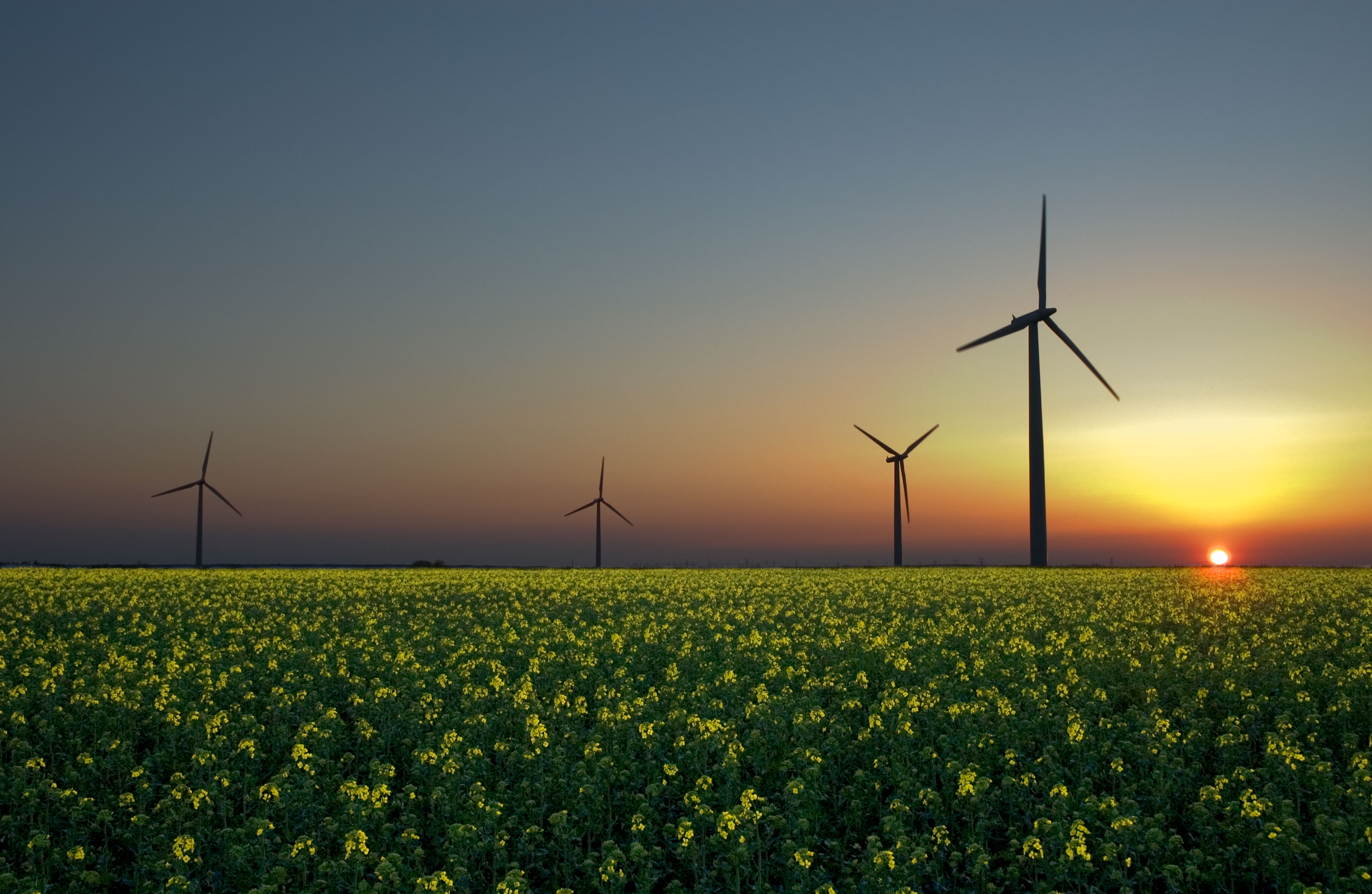
グリーンエネルギー技術への融資と投資は最終法案の重要な部分である

- 60億ドルを再生可能エネルギーと送電技術の融資保証のために。
- 50億ドルを低所得者住宅の耐候性向上のために。
- 34億ドルを二酸化炭素貯留と低排出物石炭の研究のために。
- 32億ドルをエネルギー効率改善・省エネ包括的助成（英語版）のために[46]。
- 31億ドルを州エネルギープログラムを通じて州政府がエネルギー効率と再生可能エネルギーに投資するのを支援するために。
- 20億ドルを先進自動車用バッテリーシステムと部品の製造のために。
- 8億ドルをバイオ燃料研究・開発・デモンストレーションプロジェクトのために。
- 6億200万ドルを建物や産業におけるエネルギー効率化技術の使用支援のために。
- 5億ドルを環境関連労働者の訓練のために。
- 4億ドルを地熱発電技術のために。
- 4億ドルを電気自動車技術のために。
- 3億ドルをエネルギー効率の良い製品の助成に。
- 3億ドルを州や自治体がエネルギー効率の優れた車両を購入するために。
- 2億5000万ドルを低所得者住宅のエネルギー効率改善のために。
- 2億400万ドルを国立研究所の研究・試験設備のために。
- 1億9000万ドルを風力・水力その他の再生可能エネルギープロジェクトへの出資のために。
- 1億1500万ドルを太陽光発電技術の開発と普及のために。
- 1億1000万ドルを高効率車両の開発のために。
- 4200万ドルを燃料電池技術の普及支援のために。

### 住宅
総額147億ドル。
- 40億ドルをアメリカ合衆国住宅都市開発省が公共住宅を修理・近代化するために（エネルギー効率改善を含む）
- 22億5000万ドルを低所得者住宅建設への資金提供の税額控除のために。
- 20億ドルを住宅法8章に基づく賃貸住宅支援のために。
- 20億ドルを近隣安定化プログラムにより抵当流れとなった空き家を購入・修理するために。
- 15億ドルをホームレスとなることを防ぐための賃貸住宅支援のために。
- 10億ドルを州や自治体のコミュニティ開発包括助成のために。
- 5億5500万ドルを負傷した軍人の住宅ローン支援のために。
- 5億1000万ドルをネイティブアメリカンの住宅修復のために。
- 2億5000万ドルを低所得者住宅のエネルギー効率近代化のために。
- 2億ドルを地方のアメリカ人が住宅を買う支援のために。
- 1億4000万ドルを高齢の目の不自由な人のための独立生活センター助成のために。
- 1億3000万ドルを地域のコミュニティ施設のために。
- 1億ドルを公共住宅から鉛を含む塗料を除去するために。
- 1億ドルをホームレスのための緊急食料・シェルター支援のために。

### 科学研究
総額76億ドル

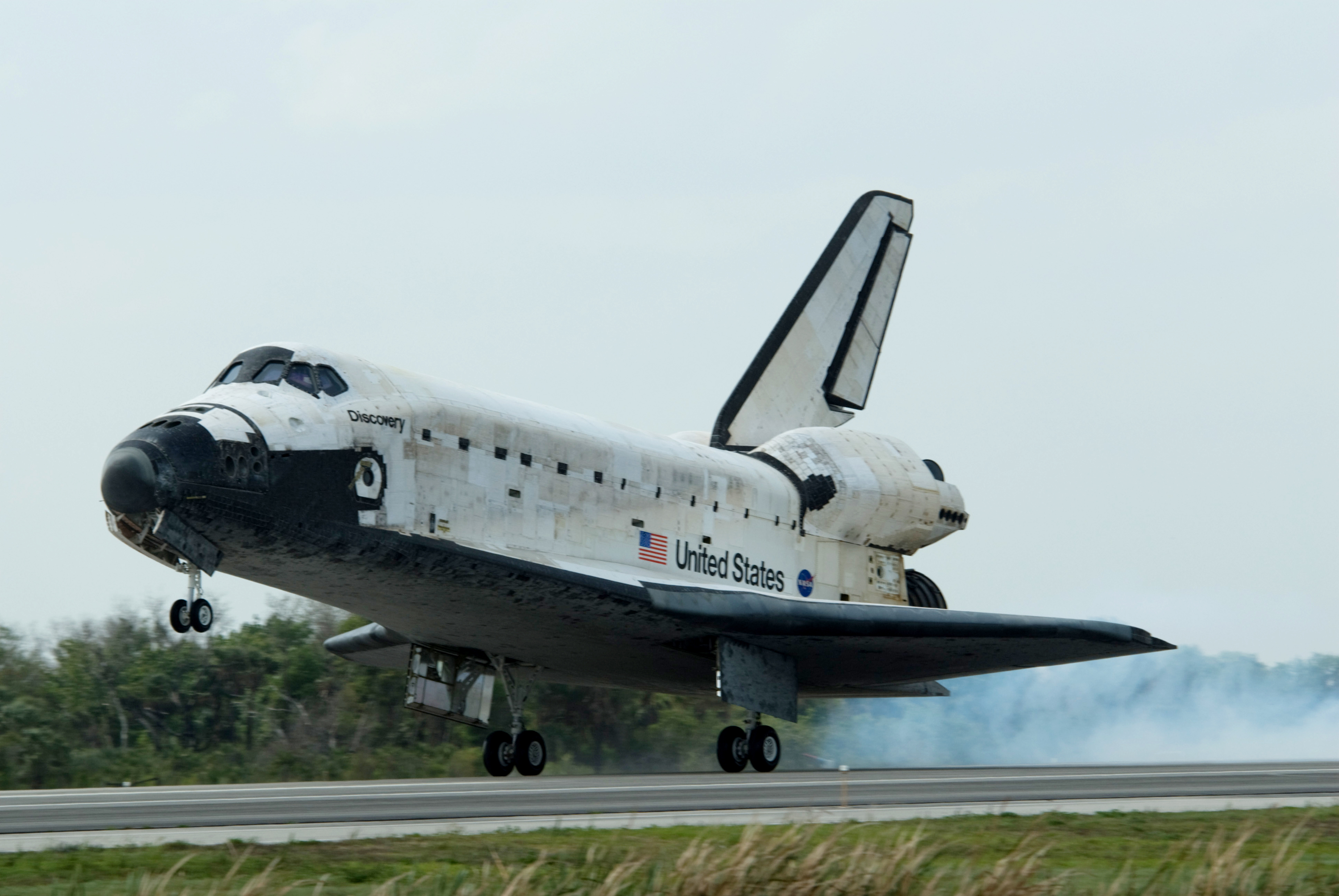
アメリカ航空宇宙局 (NASA) もARRAで追加資金を受け取った

- 30億ドルをアメリカ国立科学財団のために。
- 20億ドルをアメリカ合衆国エネルギー省のために。
- 10億ドルをアメリカ航空宇宙局 (NASA) のために（うち4億ドルを宇宙探査関連活動のために、そのうち5000万ドルは商業クルー開発）[48]
- 6億ドルをアメリカ海洋大気庁 (NOAA) のために。
- 5億8000万ドルをアメリカ国立標準技術研究所 (NIST) のために（うち6800万ドルを新しい科学機器のために、2億ドルを大学における大規模科学施設建設のために、1億1000万ドルをメリーランド州ゲイサースバーグとコロラド州ボルダーのキャンパスにおいてエネルギー効率を改善し太陽電池パネルを設置することを含め、新しい建物の建設と既存施設の改修のために）
- 2億3000万ドルをNOAAの運営、研究と施設のために。
- 1億4000万ドルをアメリカ地質調査所のために。

### その他
総額106億ドル。

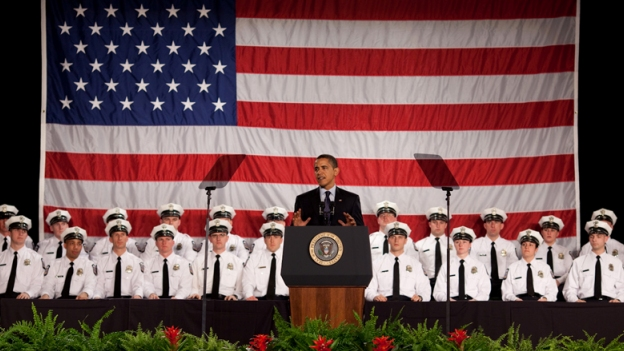
2009年3月6日、コロンバス警察管区第114期の卒業式においてオバマ大統領はARRAが良いニュースをもたらすと述べた

- 40億ドルを州と自治体の法執行機関のために[49]。
- 11億ドルを州の失業信託基金の利子支払い免除のために。
- 10億ドルを2010年の国勢調査の準備のために。
- 10億ドルを児童養育義務への追加支援のために。
- 7億5000万ドルをデジタルテレビ変換クーポンと移行教育のために。
- 7億4900万ドルを収穫保険の復帰と農民向け緊急融資のために。
- 7億3000万ドルを中小企業向け融資のために。
- 5億ドルを社会保障局が障害・退職年金の未処理分を処理するために。
- 2億100万ドルをアメリコー（英語版）やその他のコミュニティサービス組織への追加投資のために。
- 1億5000万ドルを都市・地域経済復興プログラムのために。
- 1億5000万ドルを軍の要求処理要員を増加させるために。
- 1億5000万ドルを地方の事業への融資のために。
- 5000万ドルを全米芸術基金が芸術家を支援するために。
- 5000万ドルを合衆国国立墓地局のために。

## バイ・アメリカン条項
ARRAには保護貿易的なバイ・アメリカン条項が含まれており、この新しい景気刺激策の資金を使った公共の建物や公共事業に対して、アメリカ合衆国内で生産された鉄鋼やその他の製品を使う一般的な要求を課している。
2009年5月15日のワシントン・ポストが報じるところによればこのバイ・アメリカン条項はカナダの実業界を憤慨させており、カナダ政府はアメリカとの通商に制限を加える立法を行って報復するとした。カナダ地方自治体連合会議の代表たちは2009年6月6日に、カナダの都市の公共契約へのアメリカからの応札者を潜在的に排除する決議を採択し、スティーヴン・ハーパー首相によるバイ・アメリカン条項への反対への支援を表明した。連盟代表でシェルブルック市長のジャン・ペローは、「このアメリカの保護主義的な政策はカナダ企業を害し、カナダの雇用を犠牲にし、世界的な景気後退期において成長しようとするカナダの努力を損なう」と表明した。2010年2月16日に、アメリカ合衆国とカナダは、カナダ経済を損なう恐れのあるバイ・アメリカン条項をカナダ企業への適用を除外することで合意した。

## 経済学者の提案

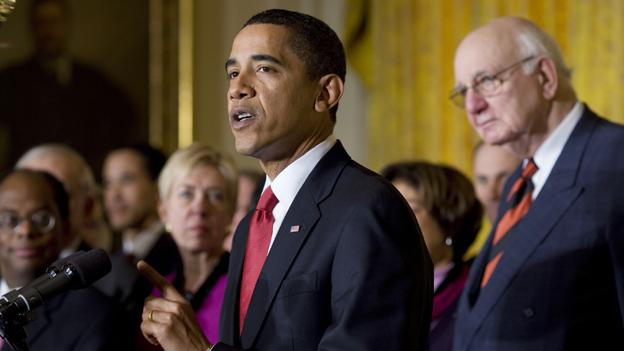
バラク・オバマ大統領が経済復興諮問委員会の設立を発表する、2009年2月6日

マーティン・フェルドシュタイン、ダロン・アシモグル、アメリカ合衆国国家経済会議委員長のローレンス・サマーズ、ノーベル経済学賞受賞者のジョセフ・E・スティグリッツ、ポール・クルーグマンといった経済学者らは、経済の後退を補うより大きな景気刺激策を望んでいた。フェルドシュタインは景気刺激策に対して賛成しつつも、実際の法案について、より直接的に消費者の消費拡大や失業対策に取り組むように改訂する必要があると関心を表明した。法律が成立した直後、クルーグマンは問題に対応するには刺激策は小さすぎると書き、「政治的判断により刺激策の規模が小さくなり、オバマ大統領が超党派の支援を得ることを期待して本来含まれるべき減税策よりも多くの減税を含むものとなったと広く信じられている」と付け加えた。保守的な経済学者であるジョン・ロットは政府の支出に対してより批判的であった。
2009年1月28日に、オバマ大統領の計画に反対するおよそ200人の経済学者の名前で、ニューヨーク・タイムズとウォール・ストリート・ジャーナルに全面広告が掲載された。これにはノーベル経済学賞受賞者のエドワード・プレスコット、バーノン・スミス、ゲーリー・ベッカー、ジェームズ・M・ブキャナンといった人たちが含まれていた。これらの経済学者たちは、オバマ大統領の引用した「経済を復活させる復興計画という政府の介入を我々が必要としていることについては、反対する者はいない」という言明を否定した。その代りに、署名した人たちは「経済を改善するためには、働き、貯蓄し、投資し、生産するための障害を除去する改革に政策策定者が焦点を置かなければならない。成長を促進するための最良の財政政策の使い方は、税率を下げ、政府の重圧を減らすことである」と信じていた。この広告の資金は、ケイトー研究所が提供している。
2009年2月8日、アメリカ進歩センターが執筆し、景気刺激策に賛同する約200人の経済学者が署名した手紙が議会に送られた。その中では、オバマ案は「国家に損害を与える雇用喪失の克服の第一歩となる重要な投資を提案している」とし、また「合衆国を持続可能で長期的な成長の道に戻す」だろうとした。この手紙には、ノーベル経済学賞受賞者のケネス・アロー、ローレンス・クライン、エリック・マスキン、ダニエル・マクファデン、ポール・サミュエルソン、ロバート・ソローらが署名した。ニューヨーク・タイムズは、IHSグローバル・インサイト、Moody's.com、Economy.com、マクロエコノミク・アドバイザーズなどの見積もりを掲載し、それによればARRAなしでは経済はさらに悪化していたかもしれないと示唆している。

## 議会予算局報告

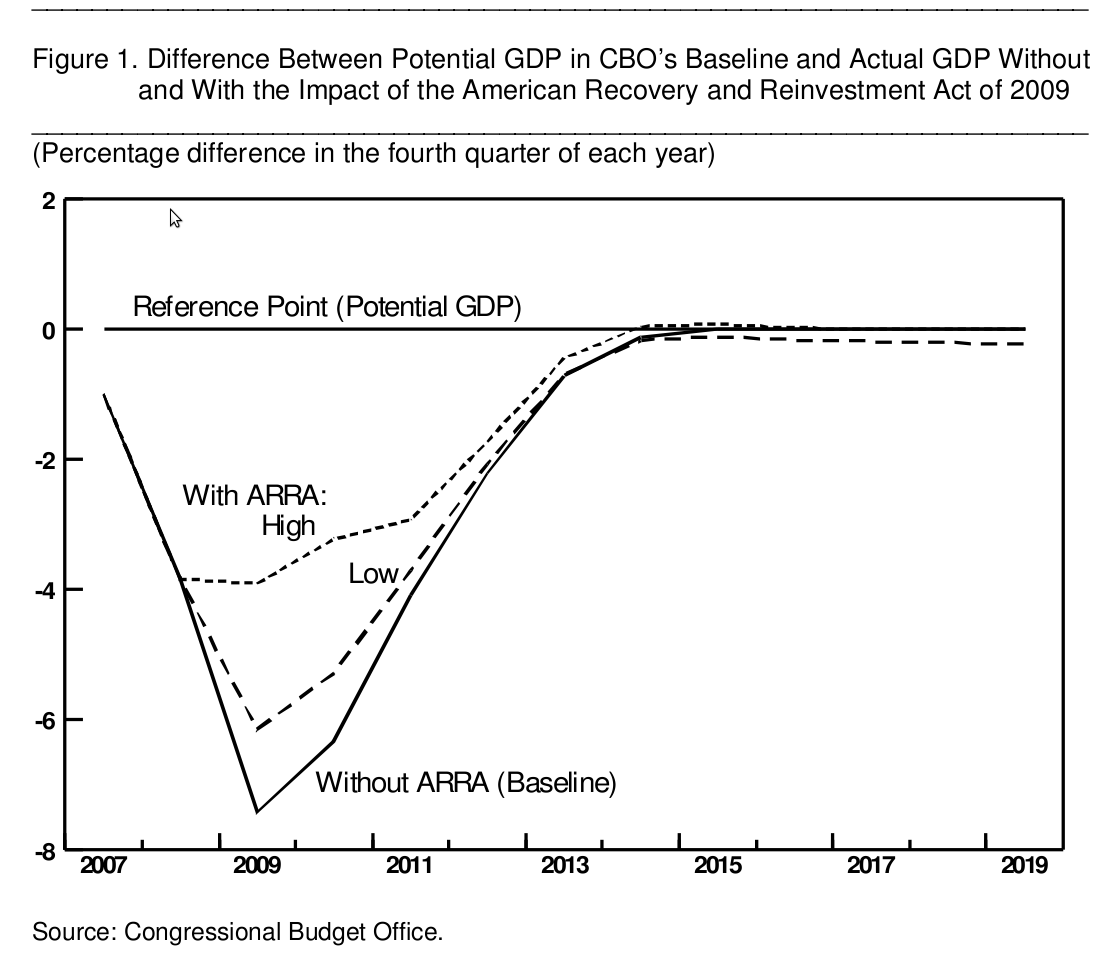
議会予算局による景気刺激策のGDPへの影響の見積もり

2009年2月4日の議会予算局の報告では、この景気刺激策は短期的には経済的な結果と雇用の面での増加をもたらすが、議会予算局の見積もった基準に比べると2019年時点で国内総生産 (GDP) は0.1パーセントから0.3パーセントの範囲で減少すると見積もった。
議会予算局は、この法律の制定により連邦予算の赤字額は、2009会計年度の残りの期間に1850億ドル、2010会計年度に3990億ドル、2011会計年度に1340億ドル、2009年から2019年の期間の総計では7870億ドル増加すると見積もった。
2月11日の報告書では、議会予算局の局長ダグラス・エルメンドルフは、この景気刺激策の有効性については経済学者の間でも意見が相違しており、何らかの重要な効果があるか懐疑的な者もいれば、非常に大きな効果を期待している者もいると指摘した。エルメンドルフは、議会予算局では短期的にはGDPと雇用の増加を見積もっていると述べた。長期的には、議会予算局ではこの法律により政府の債務が増加し民間投資をクラウディングアウトすることによって生産をわずかに押し下げると見積もるが、しかし道路の改良や基礎研究や教育への支出増加といったその他の要素がこの生産減少を相殺するかもしれないとし、また需要の減少に伴って民間の投資は既に減少しているので、短期的にはクラウディングアウトは問題ではないかもしれないともした。
議会予算局は、GDPは2009年末までに1.4パーセントから3.8パーセント増加、2010年末までは1.1パーセントから3.3パーセント増加、2011年末までは0.4パーセントから1.3パーセント増加、2014年以降は0から0.2パーセントの減少と見積もった。雇用への影響は、2009年末までに80万人から230万人増加、2010年末までに120万人から360万人増加、2011年末までに60万人から190万人増加、そして以降の年はアメリカ合衆国の労働市場がほぼ完全雇用状態に近づくため増加幅は減少するが、決してマイナスにはならないと見積もった。2014年以降のGDPの減少はクラウディングアウトによるもので、政府の負債の増加が本来投資にまわっていたであろう資金を吸収するためである。経済学者のスティーブン・マーグリンとピーター・シュピーグラーによる2013年の研究では、議会予算局の推定通りに景気刺激策がGDPを引き上げたことが示された。

## Recovery.gov

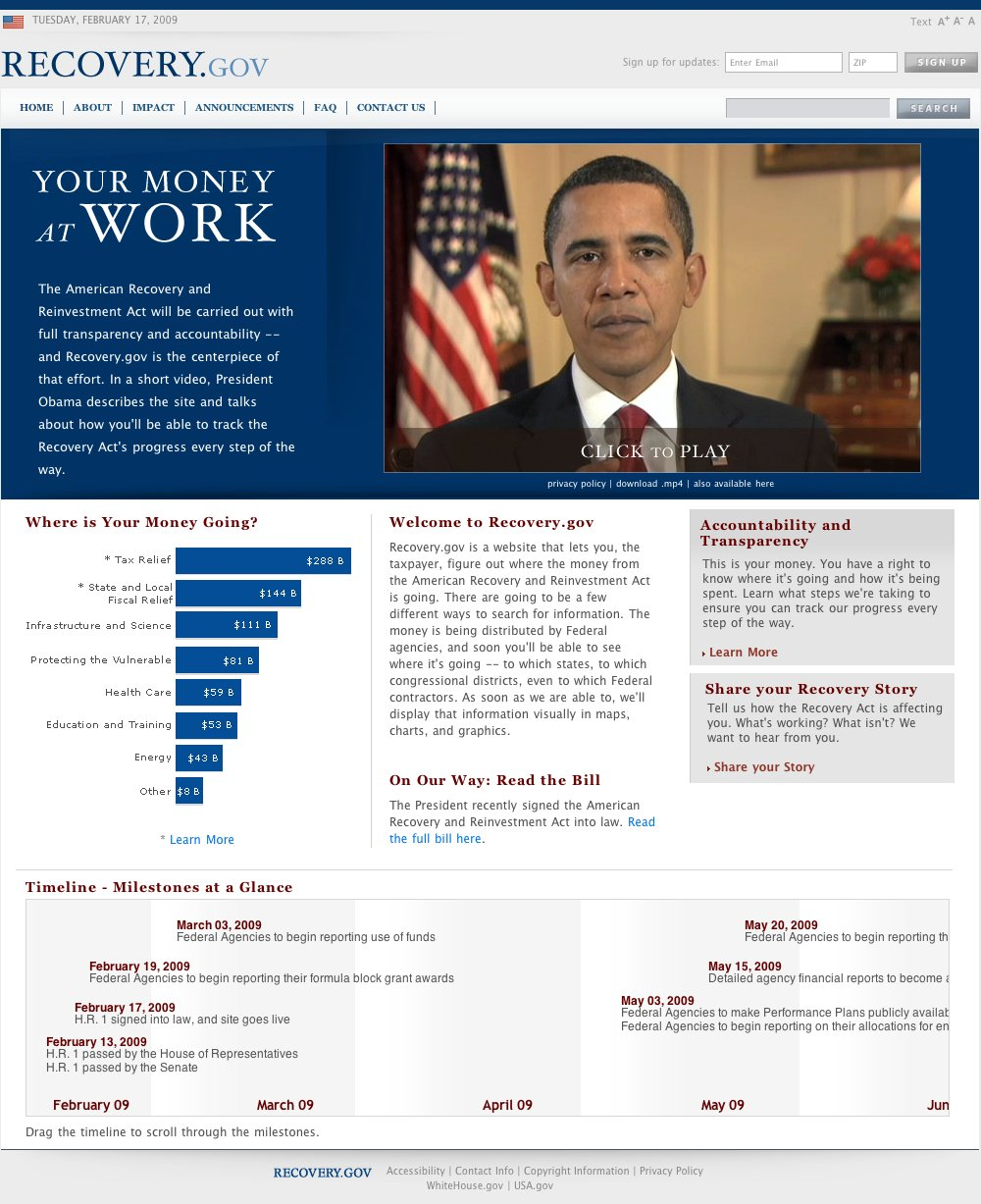
この法律のために作られたウェブサイトである[http://www.Recovery.gov Recovery.gov

2009年5月21日、ワシントン・ポストの記事では「景気刺激策の支援のために、オバマ大統領は前例のない透明性を実現すると公約し、Recovery.govにおいて納税者は資金を細かく追跡できるようにすると述べた。しかし法律に署名されて3か月経った時点で、Recovery.govはニュースリリースや支出の概要、略語で埋められた表や年表以上のものをほとんど提供していない」と述べていた。同じ記事では、「政府のウェブサイトと異なり、民間が運営するRecovery.orgは7870億ドルに上る景気刺激策の資金がどのように使われているか詳細な情報を実際に提供している」ともしている。
ウェブサイトに関する誤りの報告は全国ニュースとなった。このニュースによれば、Recovery.govは実在しない選挙区への資金配分を報告していた。
2010年1月に、推定950万ドルをかけてRecovery.govは再設計された。法案のうち、Recovery.govの設立と運営を意図した条項の部分は、法律自体が成立する以前に既に成立していた。ウェブサイトの構造・保守・監督を定める条項である第1226章は法律により定められている。景気刺激策の資金を扱っている組織に対して、法案で定めたどの活動に資金が使われているかを結びつけられる、最終的にRecovery.govで公開されることになる詳細な報告書を提供するように指示がなされている。
2009年7月20日、ドラッジ・レポートはRecovery.org上のページにリンクを張った上で、アメリカ合衆国農務省がモッツァレラチーズや冷凍ハム、缶入り豚肉などの何十万から百数十万ドルにも達する高額な契約を結んでいたと主張した。同日農務省が発表した声明ではこの主張の誤りを正し、「2ポンドのスライスされた冷凍ハムとあるのはパッケージのサイズを指している。2ポンドのハムを買うために119万1000ドルを費やしたというメディアの報道は誤っている。実際のところ、問題視されている契約では76万ポンドのハムを119万1000ドルで購入したもので、1ポンド当たり約1.5ドルである」とした。

## 法律に基づく変化

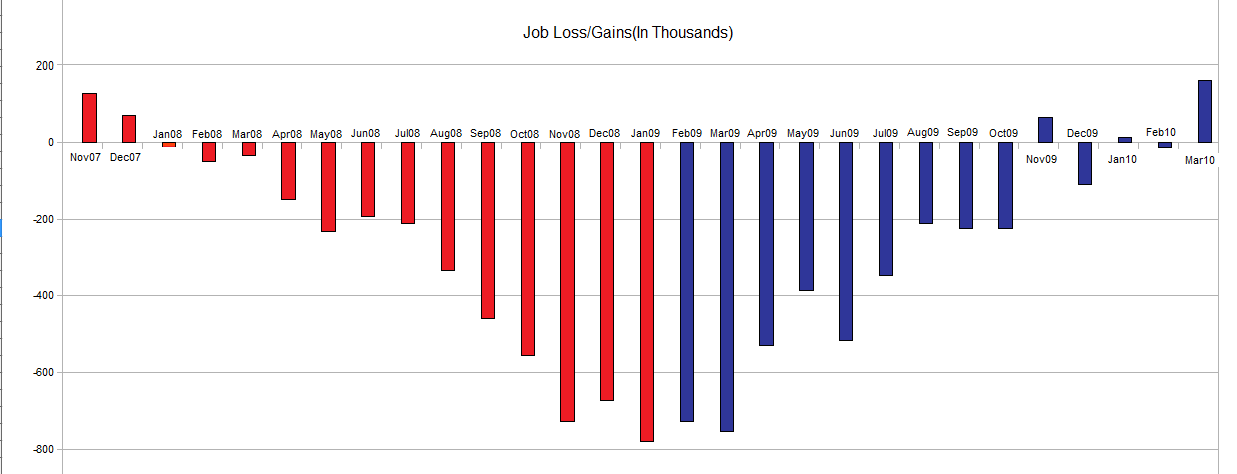
労働統計局の失業数の表

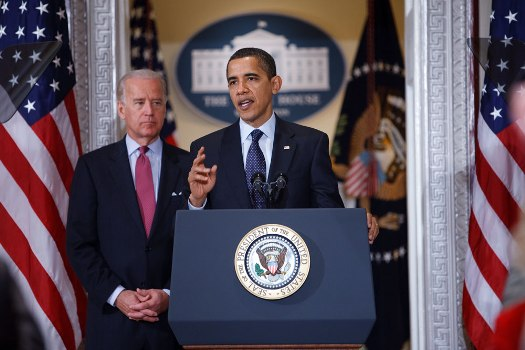
バラク・オバマ大統領とジョー・バイデン副大統領が州議会議員たちに対して復興法の実施について演説している、2009年3月20日

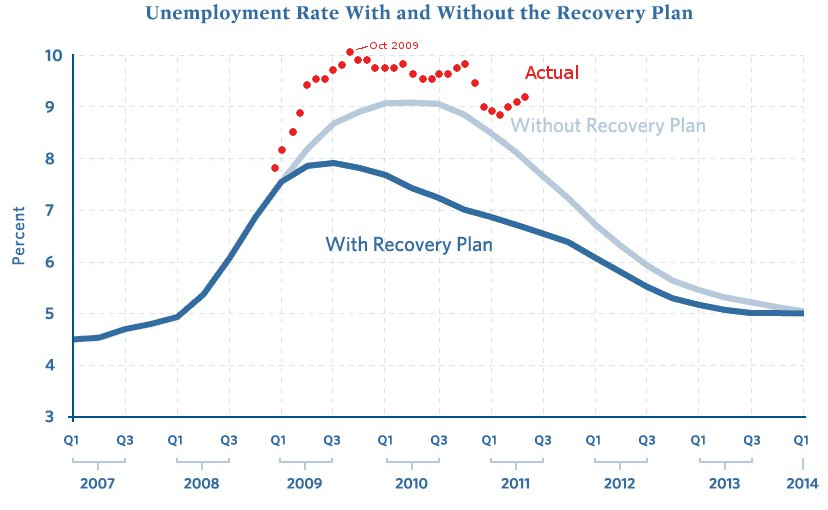
推定失業率

議会予算局は2009年10月に、2008年と2009年の赤字額（それぞれ4600億ドルと1兆4100億ドル）の変化の理由を報告した。議会予算局は、ARRAの結果として2009年に赤字額が2000億ドル増加したと見積もった。減税と追加歳出がほぼ半々であるが、ARRAの影響を受けた経済からの歳入への影響については含めていない。
2010年2月12日に、経済報告を定期的に発行している労働統計局は、2000年以降の月ごとの失業数のデータを発表した。民主党全国委員会のプロジェクトを組織しているコミュニティである、オーガナイジング・フォー・アメリカ (OFA) は、2007年12月以降の労働統計局のデータを示した表を準備した。OFAはこの表を用いて、「ARRAの結果として、失業数はARRAの開始される前である1年前に比べればわずかである」と主張した。一方で、失業というのは不況の初期には常に増加するものであり、政府が景気刺激策を行っても行わなくても自然に減少するものであって、OFAが示した表はミスリーディングである、と主張する者もいた。
景気刺激策の主な正当化として、オバマ政権と民主党の支持者たちは2009年1月に、ARRAがあった場合となかった場合の推定した失業率を示す表を発表した。このグラフは、もしARRAが制定されていなければ失業率は9パーセントを超えていたであろうことを示し、一方でARRAが制定されれば8パーセントを超えることはないとした。ARRAが制定された後、実際の失業率は2009年2月に8パーセントを超え、2009年5月に9パーセントを超え、2009年10月には10パーセントを超えた。2011年6月には失業率は9.2パーセントであったが、ARRAが制定されていた時の推定失業率は7パーセント未満であった。しかし民主党支持者たちは、これはARRAが計画された時点のいかなる推計よりも実際の景気後退がかなり大きなものであったことを結果的に明らかになったことが理由であると主張した。
2009年3月の全米企業エコノミスト協会による産業調査によれば、2009年2月に制定された法律による財政出動を検討した協会所属のエコノミストのうち70.6パーセントは、財政出動は景気後退を短縮させるのに中程度から強い影響を持っていたと推計し、29.4パーセントは影響が少ないかほとんど影響がなかったと見積もった。景気刺激策の各要素のうちで、全米エコノミスト協会がもっとも効果的であったと推定したものは、社会基盤投資、失業給付の延長、個人減税である。
景気刺激策実施の1年後、ムーディーズやグローバル・インサイトのようないくつかの独立系経済関連企業は、景気刺激策により160万人から180万人分の雇用が維持または創出されたと見積もり、景気刺激策が完了するまでの間に250万人分の雇用への影響があると予測した。議会予算局はこれらの推計は保守的であるとみなしている。議会予算局は、2009年第4四半期で210万人の雇用を維持したと自身の持つモデルに基づいて見積もり、経済を最大3.5パーセント加速させ、失業率を最大2.1パーセント押し下げたとしている。議会予算局は、2010年には景気刺激策はさらに大きな効果を持つと推計している。議会予算局はまた、「報告された雇用件数のうち、どれだけが景気刺激策無しでも存在していたかを推計するのは不可能である」とした。2010年第1四半期に関する議会予算局の報告書では、雇用の創出が280万人分、GDPの増加が4.2パーセントとプラスの効果が維持されていることを示した。一方で、ウェスタンオンタリオ大学の経済学者ティモシー・コンリーと、オハイオ州立大学の経済学者ビル・デューパーは、州レベルの変化を用いて推計し、景気刺激策により45万人分の政府機関の雇用を維持または創出した一方で、民間の100万人分の職を喪失させあるいは創出を妨害したとし、総計では職を減らしたとした。コンリーとデューパーの分析は、一見して統計的に見当違いの分析であるとして批判されている。他の研究者たちは、景気刺激策の雇用への影響について有意に肯定的な結論に至っている。連邦準備制度の経済学者ダン・ウィルソンは、似たような方法論を指摘されている誤りを犯さずに用いたが、「ARRAによる歳出は最初の年に約200万人分、2011年3月までに300万人分以上の雇用を創出または維持した」と推計した。
議会予算局は同様に、法律の長期的な影響分析を評価した。2014年以降、この景気刺激策は経済を0から0.2パーセント減速させると見積もっている。一方でどの時期にも雇用に対してはマイナスの影響を持たないと推計されている。
2011年にアメリカ合衆国商務省は、以前に出していた推計の見直しを行った。経済学者のディーン・ベイカーは
見直されたデータによれば、リーマン・ショック後の半年において我々が以前認識していたよりもさらに急速に経済が落ち込んでいたことを示している。景気刺激策が実施された直後の2009年第2四半期に経済の落ち込みは止まった。この後4四半期に渡ってかなりの成長が続いた。2010年末から2011年初めにかけて、景気刺激策の効果が薄れ始めた影響により成長は再び鈍化し始めた。言い換えれば、見直されたデータによって示された成長のパターンは、景気刺激策が功を奏したことを明らかにしている。主な問題は、景気刺激策の規模が充分に大きくなく、経済が本来の成長力に戻るまで十分な期間にわたって刺激を続けることができなかったということである。
と述べた。
民主党議会選挙運動委員会は、ARRAに反対しておきながら自分の選挙区ではARRAによる景気対策の成果を自分の手柄と主張した、共和党の議員を「偽善の殿堂」と称する一覧にして公開した。2011年9月現在、民主党議会選挙運動委員会は128人の共和党下院議員をこの一覧に載せている。ニューズウィークは、公式には景気刺激策では雇用は創出されないと論じていた共和党議員の多くが、この景気刺激策で雇用が創出されることを理由として自分たちの選挙区に景気刺激策を行うように求める手紙を書いていたと報じた。
この景気刺激策は、規模が小さすぎると批判されてきた。2010年7月、40人の有名な経済学者が、失業を減らすためにさらに拡大した景気刺激策を求める声明を発表した。彼らはまた、赤字の削減が優先であるという見方に疑問を投げかけた。「需要の慢性的で基本的な不足に対処せずに赤字の削減を最初の目標とすることは、1930年代の過ちとまったく同じである」
2010年7月にホワイトハウスの大統領経済諮問委員会は、景気刺激策により「2010年第2四半期の時点で250案人分から360万人分の雇用が維持または創出された」と推計した。その時点で、景気刺激策による支出額は合計2570億ドル、減税額は2230億ドルであった。2011年7月に大統領経済諮問委員会は2011年第1四半期時点の推計を行い、ARRAはそれを実施していなかった場合に比べると240万人分から360万人分の職を維持または創出したとした。この時点での支出額と減税額は合計6660億ドルであった。単純な数学的計算をすれば、ARRAは1人の雇用のために185,000ドルから278,000ドルを納税者に負担させたと批判者は報告したが、この計算はこの結果として得られた恒久的な社会基盤のことは考慮に入れていない。
2010年8月に、共和党上院議員のトム・コバーンとジョン・マケインは、ARRAの支出による「もっとも無駄なプロジェクト」として100のプロジェクトを記した報告書を発行した。この2人が疑念を示したプロジェクトへの支出の総額は約150億ドルで、これは全体の8620億ドルに対して2パーセント以下であった。この2人は、景気刺激策は経済に良い効果があったと認めたが、雇用創出の点で最大の効果を得ることに失敗したと批判した。CNNは、この2人が指摘した異議は不明確な一部の事業について大まかな概要を示したもので、ジャーナリストたちはいくつかの点で彼らが誤った印象を抱いていると指摘した、と述べている。
ARRAの主な目的の1つでまた約束でもあったこととして、雇用を創出する多くのすぐに取り掛かれる事業に着手するということがあった。しかしながら、これらのプロジェクトのうちかなりの数、特に社会基盤に関連するものの大半については、実現までには多くの人が期待していたよりも長い時間がかかった。これはおおむね、こうした事業に関わる法的な手続きに基づくものであった。
アメリカ機会税額控除制度や勤労所得税額控除に関連するものを含めてこの法律に基づく税額控除のいくつかは、2010年減税・失業保険・雇用創出法に基づきさらに2年間延長された。
2011年11月に、議会予算局はこの法律に関する以前の報告書を更新した。議会予算局は「2010年末には雇用への効果は減退し始め、2011年を通じて続いている」と述べた。にも拘らず、2011年第3四半期に議会予算局はこの法律でフルタイム相当の雇用を50万人分から330万人分増加させたと推計した。法律の第1513章では、この法律の影響についての報告書は四半期ごとに発行されるとしていたが、最後に発行された報告書は2011年第2四半期についてのものであった。2012年12月の時点で、アメリカ人の58.6パーセントが雇用中である。
2013年に、リーズン・ファウンデーションはARRAの結果についての研究を行った。調査対象となった8,381の企業のうち、23パーセントのみが新しい労働者を雇用して事業が完了した時点までそれを維持していた。調査対象企業の41パーセントはまったく労働者を雇わなかった。30パーセントは政府からの資金支出が無くなるとすべての労働者をレイオフした。こうした結果は、労働者をまったく雇わなかったり雇った労働者を最後まで保持しなかったりした企業のことを考慮に入れていないという点で、過去の雇用創出数の推計に疑問を投げかけるものとなった。

## 管理と監督
バイデン副大統領が監督役を担うことに加えて、高レベルの諮問機関として大統領経済復興諮問委員会（後に雇用および競争力に関する大統領諮問委員会と改称）が法案の成立と同時に任命された。
同様に、大統領は内務省監察官のアール・デバネーと復興説明責任・透明性委員会を法律の管理を監視させるために任命した。他に11人の監察官が復興説明責任・透明性委員会のために働き、またこの委員会には復興独立諮問小委員会が置かれていた。
2011年末に、デバネーと委員会のために働く監察官たち、そして委員会と関係しない監察官たちは、ワシントンのオブザーバーの視点で見て、法律の監督に当たっていかなるスキャンダルも起こさなかったと認められた。